# Shadows of Paris
Shadows of Paris es una película muda de género dramática de 1924 dirigida por Herbert Brenon y protagonizada por Pola Negri, Charles de Rochefort y Huntley Gordon. En la trama, una joven pasa de ser una bailarina de apache a convertirse en una millonaria en París. La película está basada en la obra Mon Homme de Francis Carco y André Picard.

## Reparto
- Pola Negri como Claire, bailarina de Apache
- Charles de Rochefort como Fernand, bailarín de Apache
- Huntley Gordon como Raoul Grammont, ministro del Interior
- Adolphe Menjou como Georges de Croy, el secretario
- Gareth Hughes como Emile Boule
- Vera Reynolds como Liane
- Rose Dione como Madame Boule, propietaria de la cafetería
- Rosita Marstini como Madame Vali, una poetista
- Edward Kipling como Pierre
- Maurice de Canonge como Robert, un taxista
- Frank Nelson como Le Bossu, un jorobado
- George O'Brien como Louis
- Sam Appel como Monsieur Boule

## Conservación
La película actualmente no conserva ningún archivo cinematográfico, por lo que se considera perdida. En la película Fashions in Love (1936), se muestra una escena de un minuto de esta película.